# خوان مانويل سوسا
خوان مانويل سوسا (بالإسبانية: Juan Manuel Sosa) هو لاعب كرة قدم أرجنتيني في مركز الوسط، ولد في 11 فبراير 1985 في سان خوستو في الأرجنتين. لعب مع ديفينسوريس دي بيلغرانو وهوراكان.

## وصلات خارجية
- خوان مانويل سوسا على موقع قاعدة بيانات كرة القدم.إي يو (الإنجليزية)
- خوان مانويل سوسا على موقع Soccerway.com (الإنجليزية)